# Тембуронг (річка)
Річка Тембуронг (малай. Sungai Temburong, англ. Temburong River) — річка на острові Калімантан, одна з чотирьох відносно великих річок держави Бруней.

## Географія
Річка починається на висоті 1850 м, на схилах гори Букіт-Пагон. До села Батанг-Дурі Тембуронг тече по вузькій гірській долині, порослій тропічними джунглями. Нижче за течією долина розширюється, дно та береги річки складаються з гравію. Перед містом Бангар русло долає кряж Біан вузькою ущелиною, а за містом — утворює меандри в низинному болоті на березі Брунейської затоки.
У період повноводного сезону ширина річки в середній та нижній течії становить 10—30 м, глибина від 0,5 до 2,5 м, швидкість течії 0,03—1,5 м/с. pH води слабкокислий, близько 6.3.
По берегах Тембуронгу в нижній течії знаходяться кам'яні кар'єри.

## Біота
У річці багата фауна ракоподібних та риб. Серед ракоподібних поширені прісноводний краб Parathelphusa valida, прісноводні креветки родів Macrobrachium та Caridina, зокрема ендемічна для Тембуронгу Caridina bruneiana.
У іхтіофауні переважають такі види, як Rasbora cephalotaenia, R. agyrotaenia, R. taeniata, Hampala bimaculata, Nematabramis steindachneri, Paracrossochilus acerus, Tor tambra, Parhomaloptera microstoma, представники родів гастромизон та Nemachilus тощо. Ендемічними для Тембуронга та його приток є 3 види гастромизонів. Також з річки описано ендемічний вид сомів роду Ompok.
Уся верхня течія річки знаходиться в межах національного парку Улу-Тембуронг.